# 惠特克·钱伯斯
惠特克·钱伯斯（英語：Whittaker Chambers；1901年4月1日—1961年7月9日）、本名傑伊·維維安·錢伯斯（Jay Vivian Chambers），著名记者，是美国《時代》周刊编辑，曾为苏联服务在美国从事次要间谍活动。

## 南瓜文件
在1948年8月3日，在任《時代週刊》資深編輯的惠特克·錢伯斯在非美活動調查委員會的聽證會上招供，提交一份名單，上面載有自1930年代至1940年代於美國政府內暗中活動的共產黨員。該名單上載有阿爾傑·希斯的名字，而希斯是國務院的一位官員，曾參與創立聯合國。事後希斯在1948年8月17日找錢伯斯當面對質，白宮的官方回應亦要求終止對希斯的調查，以引開公眾的注意。
然而兩人的對質與白宮的回應卻引起了軒然大波。在1948年11月，錢伯斯帶領兩名非美活動調查委員會的調查員到马里兰州的一塊南瓜田，並在一個空心的南瓜中找到四枚微型膠卷。微型膠卷內所載的資料則在後來被稱為「南瓜文件」。他稱這些文件是希斯透漏給他的，當時他們兩人一起當蘇聯布建的次要業餘間諜，他前一陣子怕搜索而把東西藏在南瓜田中，事後這些文件一直秘密存放直到70年代末期才部分解密，內容有兩張完全空白卷有一說是保存失當而曝光過度損毀，另有一說是當時拍攝時就出差錯而留白，另外幾捲包含海軍的船艦逃生程序、滅火原則等，另有一些是30年代美國德國關係的外交報告，這些文件稱不上太大情報價值，唯一較有損害力的是一捲有海外大使館發回美國的加密電文明文，雖然內容不太重要但蘇聯長期國際監聽中可能已經攔截到暗碼文，現在從文件拿到了翻譯文，只要兩相對照可以破解全套外交密碼，從此知悉美國海外使館發回國的一切內容。
（事件亦使加里福尼亞州參議員尼克遜一舉成名，因為他後來對著這些膠卷，擺出一個拿著放大鏡的姿勢，拍攝了幾張廣泛流傳的相片，日後成為總統）